# Rio Bravo (Teksas)
Rio Bravo – miasto w Stanach Zjednoczonych, w stanie Teksas, w hrabstwie Webb.